# Henri Hérouin
Henri Louis Hérouin (Congis-sur-Thérouanne, 19 de febrero de 1876-Pomponne, 6 de enero de 1926) fue un deportista francés que compitió en tiro con arco, en la modalidad de arco recurvo. Participó en los Juegos Olímpicos de París 1900, obteniendo dos medallas de oro.

## Palmarés internacional
| Juegos Olímpicos | Juegos Olímpicos | Juegos Olímpicos | Juegos Olímpicos     |
| Año              | Lugar            | Medalla          | Prueba               |
| ---------------- | ---------------- | ---------------- | -------------------- |
| 1900             | París (Francia)  | Medalla de oro   | Au cordon doré 50 m  |
| 1900             | París (Francia)  | Medalla de oro   | Campeonato del Mundo |